# Oberleitungsbus Neapel
Der Oberleitungsbus Neapel ist das Oberleitungsbus-System der süditalienischen Großstadt Neapel.
Die erste Linie wurde im Kriegsjahr 1940 eröffnet. In den Nachkriegsjahren wurde das Netz stark erweitert, allerdings wurden seit den 1960er Jahren viele Linien auf Omnibusbetrieb umgestellt.
Heute besteht das Netz aus drei städtischen Linien und aus einer Vorortlinie nach Portici:
- 201 Piazza Carlo III – Via Medina
- 202 Piazza Giambattista Vico – Via Medina
- 204 Ospedale Cardarelli – Via Depretis
- 254 Portici (Piazza Poli) – Via Nicolini